# Iyele Dorsa
Gli Iyele Dorsa sono una struttura geologica della superficie di Venere.